# 康马镇
康马镇（藏語：ཁང་དམར་），是中华人民共和国西藏自治区日喀则市康马县下辖的一个乡镇级行政单位。

## 行政区划
康马镇下辖以下地区：
查那村、嘎江村、白龙村、克列村、康马村、格龙村和朗达村。